# Туманская
Ту́манская — река на юге Чукотского автономного округа, протекает по территории Анадырского района. Длина — 61 км (с рекой Ныгчеквээм — 268 км). Площадь бассейна — 9270 км².
В бассейне реки отсутствуют постоянные поселения, в нижнем течении расположен заброшенный посёлок Туманский.

## Гидроним
Несмотря на внешнее сходство с русским «туман», имеет другое происхождение, вероятнее всего от сильно искажённого коряк. Тупкуваем — «река, где коптят рыбу».

## Гидрография
Образуется слиянием рек Ныгчеквеем и Майнельвэгыргын, истоки этих рек лежат в северной части Корякского нагорья (хребты Непроходимый, Плоский, Зубчатый, Тыныльвэнагты). В бассейне р. Ныгчеквеем располагается оз. Майниц тектонически-ледникового происхождения. В среднем и нижнем течении Туманская протекает по Ныгчеквеемской впадине Анадырской низменности. Впадает в лагуну Тымна Анадырского залива Берингова моря. Вдоль устья разбросано множество небольших озёр, местность вокруг сильно заболочена.
Питание снеговое и дождевое.

## Фауна
В Туманской и притоках обитает щука, хариус, летом на нерест заходят кета, горбуша и нерка.
В речной пойме гнездятся: воробьиные, белая куропатка, серебристые и сизые чайки, полярная крачка, чернозобик, круглоносый плавунчик, мородунка, турухтан, фифи, белохвостый песочник, шилохвость и др. птицы.